# Route 23 (Alberta)
Pour les articles homonymes, voir Route 23.
La Route 23 est une route du sud de l'Alberta se trouvant à l'est de la route 2 et pouvant servir d'alternative à celle-ci entre Calgary et Lethbridge.

## Description du tracé
La route débute à l'intersection de la route 3 (route Crowsnest) 21 km (13 mi) à l'ouest de Lethbridge près de Monarch et partage un court multiplex avec la route 3A. Elle continue vers le nord en passant pas les villages de Nobleford, Barons et Carmangay avant de traverser la rivière Little Bow. Elle poursuit vers le nord en passant par Kirkcaldy et Vulcan avant de rencontrer les routes 24 et 542. À cet endroit, la route bifurque vers l'ouest et passe au nord de Brant et au sud de Blackie avant d'effleurer le Frank Lake. Elle croise la route 2 et entre dans la ville de High River en empruntant 12 Avenue SE avant de devenir la route 2 à l'intersection avec 10 Street SE,.

## Intersections majeures
| Municipalité rurale / spécialisée                               | Ville                              | km                    | Destinations                                        | Notes                                                                                          |
| --------------------------------------------------------------- | ---------------------------------- | --------------------- | --------------------------------------------------- | ---------------------------------------------------------------------------------------------- |
| Comté de Lethbridge                                             | Monarch                            | 0,00                  | AB-3 est (Route Crowsnest) – Lethbridge             | Échangeur; sortie direction sud, entrée direction nord; terminus sud du multiplex avec l'AB-3A |
| Comté de Lethbridge                                             | Monarch                            | 1,50                  | AB-3A ouest vers AB-3 ouest – Monarch, Fort Macleod | Échangeur; terminus nord du multiplex avec l'AB-3A                                             |
| Comté de Lethbridge                                             | Nobleford                          | 9,60                  | AB-519 – Granum, Picture Butte                      | Carrefour giratoire                                                                            |
| Comté de Lethbridge                                             | Barons                             | 22,60                 | AB-520 est                                          | Terminus sud du multiplex avec l'AB-520                                                        |
| Comté de Lethbridge                                             |                                    | 27,60                 | AB-520 est – Claresholm                             | Terminus nord du multiplex avec l'AB-520                                                       |
| Comté de Vulcan                                                 | Champion                           | 54,50                 | AB-529 – Parkland, Parc provincial de Little Bow    |                                                                                                |
| Comté de Vulcan                                                 | Vulcan                             | 72,20                 | AB-534 – Nanton, Lomond                             |                                                                                                |
| Comté de Vulcan                                                 |                                    | 91,80                 | AB-542 est – Milo                                   | Terminus ouest de l'AB-542                                                                     |
| Comté de Vulcan                                                 | AB-24 nord – Mossleigh, Strathmore | 91,80                 | Terminus sud de l'AB-24                             |                                                                                                |
| Comté de Foothills                                              |                                    | 109,40                | AB-804 sud – Brant                                  | Terminus nord de l'AB-804                                                                      |
| Comté de Foothills                                              | 118,00                             | AB-799 nord – Blackie | Terminus sud de l'AB-799                            |                                                                                                |
| Ville de High River                                             | Ville de High River                | 134,60                | AB-2 – Calgary, Fort Macleod, Lethbridge            | Sortie 194 de l'AB-2                                                                           |
| Ville de High River                                             | Ville de High River                | 136,20                | 10 Street SE                                        | Terminus nord de l'AB-23                                                                       |
| Ville de High River                                             | Ville de High River                | 136,20                | AB-2A nord (12 Avenue SE) – Okotoks                 | L'AB-23 nord devient l'AB-2A nord                                                              |
| - Terminus de multiplex - Accès incomplet - Transition de route |                                    |                       |                                                     |                                                                                                |